# Булунгур
Булунгур (узб. Bulung’ur) — районний центр Булунгурського району Самаркандської області Узбекистану. Розташований у басейні ріки Зеравшан неподалік від однойменного каналу.
Заснований наприкінці 19 століття як залізнична станція. Свою назву в момент заснування отримав на честь Миколи Ростовцева — губернатора Самарканда. У перші роки радянської влади отримав назву Красногвардійськ. У 1973 році будучи селищем міського типу отримав статус міста. Сучасну назву отримав у 1990-ті роки.

## Економіка
Раніше його промисловість була зорієнтована на переробку сільськогосподарської продукції, яка вирощувалась на полях та виноградниках району. У минулому в околицях Булунгура планували відкрити копальню з видобутку золота та пов'язати його канатною дорогою з містом.

## Населення
Першими мешканцями селища Булунгур були сім'ї російських військових залізничних, то згодом національний склад змінився — в роки незалежності основними мешканцями міста Булунгура стали вихідці з навколишніх кишлаків, а також нащадки кримських татар та німців, яких сюди депортували в роки ІІ Світової війни.